# 小昭寺
小昭寺（藏語：ར་མོ་ཆེ་དགོན་པ་，威利转写：ra-mo che dgon-pa，藏语拼音：Ramoqê Gönba），位于西藏自治区拉萨市城关区吉崩岗街道热木齐路49号，是拉薩名勝之一，通常與大昭寺連稱“拉薩二昭”而馳名於世。

## 歷史
小昭寺建于公元641年（藏历铁牛年），相传是由文成公主亲自奠基建造的，位於拉薩古城以北，與大昭寺相距約1千米，總占地面積約4000平方米。寺廟取名“甲達熱木齊祖拉康”，意為“漢虎神變寺”。小昭寺是漢語稱謂；小，是與大昭寺相對應而言；昭，是藏語“覺臥”的音譯，意思是佛。寺內供有釋迦牟尼八歲等身赤金像及眾多的佛像和唐卡等。1962年被列為西藏自治区文物保护单位，2001年被列为第五批全国重点文物保护单位。